# 高等專門學校
高等專門學校是日本教育體制中的一種学校，以「傳授深入專門的學藝，育成職業必要的能力」為教育目的，一般簡稱為高專。
此制度類似於臺灣教育中的五專、中国大陆的五年制大专。

## 沿革
日本二戰戰敗後，在美國教育使節團的建議下進行學制改革，廢除原本設置舊制專門學校、舊制高等學校及舊制大學的複線型教育制度，導入單線型的六三三四教育體制。
在1951年由「政令改正諮問委員會」提出有關教育制度改革的諮議報告，其中提到設置高等專門學校的構想。另一方面，由於為了發展科學技術，因應工業快速復甦，日經連與經連團（現在的日本經濟團體聯合會）等產業界人士建議政府，設立類似於戰前舊制工業專門學校的中階技術人員養成學校，相關法案數度上程國會，但由於在野黨提出「這是戰前複線型教育制度的復活」而遭到反對。直至1961年，高專法案以「不稱呼為大學、不以研究為目的、工業領域限定」做出明確定位，於第38屆國會上程，表決結果執政黨贊成多數，法案通過。
高專法案通過後，全國各地方政府便展開學校籌設計畫。1962年，12間國立高專開學，此12間國立高專被稱為「1期校」。全體僅招收1500人的1期校有著平均高達17倍的志願倍率，受此刺激，其他的地方政府也積極投入高專的設立。接下來的幾年，每年有將近10所學校開學，短短數年間學校數目即達到與現在相近的規模。
起初，日本在高等專門學校中必須以專業教育為主，並且最初規定只能設置與工程技術類相關的學科專業，如機械、材料、電氣、電子、工業化學、生物、建築學以及金屬工學等。目前日本所有的51所國立高等專門學校幾乎都是工程技術類高等職業教育機構。
1960~1970年代隨著日本經濟增長方式的轉變，學校教育法隨之得到修改，國立高等專門學校開始培養船舶領域專業人才。1990年代之後，電子情報科學發展迅猛，日本進一步將情報資訊學科、電子工學科和國際流通學科等加入到高等專門學校學科專業領域。至2013年，日本51所國立高等專門學校共設置了235個學科，約有42個主要學科，其中機械類專業51個、電氣·電子類專業68個、工業資訊類專業41個、化學類專業31個、土木建築類專業36個，商船學科有5個(富山高等專門學校、鳥羽商船高等專門學校、廣島商船高等專門學校、大島商船高等專門學校、弓削商船高等專門學校)，工業和商船以外的學科只有3所(福島工業高等專門學校、富山高等專門學校、宇部工業高等專門學校)

## 概要

### 入學與編入學
- 中學校畢業生、應屆畢業生及中等教育學校前期課程修了之學生，具應試資格。
- 國立高專採同日考試統一命題。公立高專之中，大阪府立、神戶市立與國立校統一命題。
- 各校、各學科按學生志願填選，入學結果依據成績決定。
- 各高專設有推薦入試，名額約佔總招生額的 20% - 50%。推薦入試不合格者，仍可參加學力選拔考試。
- 以高中畢業生、高中應屆畢業生及留學生為對象，轉學進入三年級或四年級的制度。
- 招生名額為各高專自行裁量，入學考試亦為各校獨自命題。

### 學程
招收中學校的畢業生，主要傳授工程、技術方面的知識與技能，以培養實務工程師為主要目的的教育機關。修業年限五年（商船相關學科為五年又六個月），相當於高級中學的三年加上短期大學的兩年。畢業後授予「准學士」學位，相當於副學士。高等專門學校畢業後有資格申請大學插班編入普通本科大學的3、4年級繼續學習，獲得學士學位後可以繼續攻讀大學院的碩士課程和博士課程。或繼續就讀2年制的「專攻科」。修畢專攻科後，通過大學評價、學位授與機構審査後，即可取得與大學畢業生完全相等的學士學位。因為取得學士學位，亦可獲得研究所入學資格。

## 特色
從創立之初，其人才培養規格就被定位於主要為產業界和地方培養“中堅技術者”，以培養實踐性技術人員為教育目的。高等專門學校的教育科目分為學科共通的一般科目和學科特有的專業科目，按學年劃分教育科目，每門課程的學分數為30課時一學分，實驗、實習等課程可以根據實際情況做出相應調整，學生課程所修的學分數要達到167學分，商船類除去實習科目可達到147學分。高專的入學生是中學校畢業，從入學之初起，學生在低年級為適應這種需求，在課程設置上非常注意加強各種實習、實驗課程，以培養學生應用能力。在低年級學習基礎課程，接受實驗、實習等重視體驗性的專門教育，沒有大學升學考試的壓力。隨著年級的增長，一般課程逐年減少，專業課程逐年增加，選修課主要設在第四、第五學年，學生自主選擇課題到企業進行調查研究，使專業課程與企業的技術革新建立直接聯繫 。高專制度尤其註重產學融合。除課堂實訓課之外，在其必修課（包括畢業設計）中，每一年都設有實踐課，每學期還有至少一個月的崗位實踐鍛煉，實訓課的實際比例接近50%。值得一提的是，高專學校在強調實踐的同時，也非常重視人文教育，教養課和專業課的比例大致相等。
在教師方面要求根據學科種類以及班級數量配備必要的教師，工程學科教師與一般科目教師區別對待。在基礎學科和專業理論學科教師的聘任上，注重對高職稱、高學歷者的優先錄用；實踐教學科目的教師則多由具有教學研究能力的優秀工程師和企業管理人才來擔任。此外，高等專門學校還專門針對實驗實習工廠以及練習船等做出了要求
日本高等專門學校建立之初就被賦予了服務地方經濟發展的意義，與地方經濟發展聯繫緊密。每個縣都有一個國立高等專門學校，大多設置在中小企業較為集中的地區，與地方經濟社會的發展緊密結合，有利於實現產學融合。即為地方經濟的發展提供了技術人才的保障，也在某種程度上緩解了地區間高等教育水平不均衡的現象。

## 統計
高等專門學校在1980年的數量為187所，1990年變為166所，十二年後的2002年變為139所，2013年再次減少到51所，截至2014年4月1日為止，日本全國共有57所高等專門學校，其中國立 51 所、公立 3 所、私立 3 所。
高等專門學校正式設置的1962年，希望進入高等專門學校學習的人數達到25866人，而該年份計劃招收的人數僅為1480人；2012年日本高等專門學校的入學定員為9400人，希望進入高等專門學校學習的人數為18114人；根據平成26年度（2014年度）文部科學省的「學校基本調查」所統計，全日本的高專在學學生（含本科、專攻科、旁聽生等）共有5萬7677人（男子4萬7905人、女子9772人）；其中本科有5萬4354人（男子4万4970人、女子4384人）、專攻科有3262人（男子2884人、女子378人）。
2005年，高專畢業者選擇就業的比例為 53.0%；有效求人倍率方面，本科為 16.3 倍、專攻科為 20.8 倍。高專畢業者選擇升學的比例為 42.9%；在升學的學生當中，採編入學方式升大學者佔 65.2%、升專攻科者佔 34.8%。畢業生常年保持近乎100%的就業率。文部科學省2015年11月的統計數據顯示，近19年來高專學校畢業生簽約率最低為91.9%，而大學畢業生簽約率最高為73.6%。

## 高等專門學校列表[7]
| 旭川工業高等專門學校 釧路工業高等專門學校 苫小牧工業高等專門學校 函館工業高等專門學校 八戶工業高等專門學校 一關工業高等專門學校 仙台高等專門學校 秋田工業高等專門學校 鶴岡工業高等專門學校 福島工業高等專門學校 | 茨城工業高等專門學校 小山工業高等專門學校 群馬工業高等專門學校 木更津工業高等專門學校 東京工業高等專門學校 慈幼工業高等專門學校 | 長岡工業高等專門學校 富山高等專門學校 石川工業高等專門學校 福井工業高等專門學校 長野工業高等專門學校 岐阜工業高等專門學校 沼津工業高等專門學校 豐田工業高等專門學校 鈴鹿工業高等專門學校 鳥羽商船高等專門學校 金澤工業高等專門學校 | 舞鶴工業高等專門學校 明石工業高等專門學校 奈良工業高等專門學校 和歌山工業高等專門學校 近畿大學工業高等專門學校 神戶市立工業高等專門學校 大阪公立大學工業高等專門學校 | 米子工業高等專門學校 松江工業高等專門學校 津山工業高等專門學校 吳工業高等專門學校 廣島商船高等專門學校 宇部工業高等專門學校 大島商船高等專門學校 德山工業高等專門學校 阿南工業高等專門學校 香川高等專門學校 新居濱工業高等專門學校 弓削商船高等專門學校 高知工業高等專門學校 | 有明工業高等專門學校 北九州工業高等專門學校 久留米工業高等專門學校 佐世保工業高等專門學校 熊本高等專門學校 大分工業高等專門學校 都城工業高等專門學校 鹿兒島工業高等專門學校 沖繩工業高等專門學校 |

## 改組・再編・統合

### 改組為大学的高専
- 大阪工業高等專門学校（私立、1962年 - 1979年） → 攝南大學工学部（1975年）
- 聖橋工業高等專門学校（私立、1962年 - 1979年） → 埼玉工業大学（日语：埼玉工業大学）（1976年）
- 幾徳工業高等專門学校（私立、1963年 - 1978年） → 神奈川工科大学（1975年） → 神奈川工科大学（1988年）
- 桐蔭学園工業高等専門学校（日语：桐蔭学園工業高等専門学校）（私立、1965年 - 1991年） → 桐蔭横浜大学（日语：桐蔭横浜大学）工学部（1988年）
- 札幌市立高等專門学校（1991年 - 2009年） → 札幌市立大学（2006年）

### 改稱・再編・統合的高專
- 高知工業高等專門学校（私立、1962年 - 1963年） → 高知工業高等專門学校（国立、1963年）
- 熊野工業高等專門学校 → 近畿大学工業高等專門学校（改稱，2000年）
- 育英工業高等專門学校 → 慈幼工業高等專門学校（改稱，2005年）
- 東京都立工業高等專門学校 + 東京都立航空工業高等專門学校 → 東京都立産業技術高等專門学校（2006年）
- 宮城工業高等專門学校 + 仙台電波工業高等專門学校 → 仙台高等專門学校（2009年）
- 富山工業高等專門学校 + 富山商船高等專門学校 → 富山高等專門学校（2009年）
- 高松工業高等專門学校 + 詫間電波工業高等專門学校 → 香川高等專門学校（2009年）
- 八代工業高等專門学校 + 熊本電波工業高等專門学校 → 熊本高等專門学校（2009年）
- 大阪府立工業高等専門学校 → 大阪府立大学工業高等專門学校（2011年）

## 學生活動
- 全國高等專門學校程式競賽（日语：全国高等専門学校プログラミングコンテスト）
- 全國高等專門學校機器人競賽（日语：全国高等専門学校ロボットコンテスト）

## 高專相關題材的創作
- 電晶體茶杯～電氣街路圖～（日语：トランジスタ・ティーセット〜電気街路図〜）
- 我要上太空
- 雷霆任務3
- 機器人競賽（日语：ロボコン (映画)）
- BREAK-AGE（日语：BREAK-AGE）

## 關連項目
- 日本教育
- 短期大學
- 專科學校 (臺灣)
- 專門學校
- 大學

## 外部連結
- （日語）獨立行政法人國立高等專門學校機構 （页面存档备份，存于）